# إد باركر (ممثل)
إد باركر (بالإنجليزية: Ed Parker)‏ هو لاعب كاراتيه وممثل أمريكي، ولد في 19 مارس 1931 في هونولولو في الولايات المتحدة، وتوفي بنفس المكان في 15 ديسمبر 1990.

## وصلات خارجية
- إد باركر على موقع قاعة هاواي للمشاهير الرياضية (مؤرشف) (الإنجليزية)
- إد باركر على موقع IMDb (الإنجليزية)
- إد باركر على موقع أول موفي (الإنجليزية)
- إد باركر على موقع قاعدة بيانات الفيلم (الإنجليزية)